# (36773) 2000 RQ99
2000 RQ99 (asteroide 36773) é um asteroide da cintura principal. Possui uma excentricidade de 0.16314920 e uma inclinação de 12.26572º.
Este asteroide foi descoberto no dia 5 de setembro de 2000 por LONEOS em Anderson Mesa.